# Saari-Kiekki (sjö i Posio, Lappland, Finland)
Saari-Kiekki eller Saarikiekki är en sjö i Finland. Den ligger i kommunen Posio i landskapet Lappland, i den norra delen av landet, 700 km norr om huvudstaden Helsingfors. Saari-Kiekki ligger 262,2 meter över havet. Arean är 42,9 hektar och strandlinjen är 4,56 kilometer lång. Sjön  ingår i Kemi älvs huvudavrinningsområde. 